# Packard V-1650
Il Packard V-1650 era un motore aeronautico V12 prodotto nel secondo periodo della seconda guerra mondiale dalla statunitense Packard su licenza della britannica Rolls-Royce Limited.
Era la copia del famoso Rolls-Royce Merlin.

## Storia
Lo sforzo bellico impiegato dalle forze alleate nel contrastare le potenze dell'Asse impose una maggiore produzione bellica che riguardava ogni campo, tra cui l'aeronautica. Per ovviare alle limitate potenzialità produttive delle fabbriche britanniche si decise di produrre il Rolls-Royce Merlin anche nel territorio statunitense.
All'inizio il V-1650 veniva montato, al posto del Merlin originale, solo su aerei prodotti in Inghilterra od altri paesi del Commonwealth (specificatamente Canada e Australia). Globalmente superiore al suo omologo statunitense Allison V-1710, lo sostituì sul caccia North American P-51 Mustang dando vita ad un connubio straordinariamente ben riuscito, rendendo il Mustang uno dei migliori velivoli a rivestire quel ruolo nel secondo conflitto mondiale.
È interessante notare come una analoga rimotorizzazione operata sul caccia Curtiss P-40 F non avesse dato risultati altrettanto brillanti; l'aerodinamica di questo aereo non era abbastanza raffinata da trarre da questo motore tutti i vantaggi teoricamente possibili.
Dal 1942, anno in cui è stata iniziata la produzione, vennero prodotte 55 511 unità, 54 714 dalla Packard e 797 dalla Continental.

## Velivoli utilizzatori
Stati Uniti
- Curtiss P-40F
- North American P-51 Mustang